# すもももももも〜地上最強のヨメ〜
『すもももももも〜地上最強のヨメ〜』（すもももももも ちじょうさいきょうのヨメ）は、大高忍による日本の漫画作品、およびそれを原作としたテレビアニメ作品。2004年創刊号から2009年4号まで『ヤングガンガン』（スクウェア・エニックス）にて連載された。第6巻が発売された時点で累計130万部を記録している。なお、『ヤングガンガン』連載作品の中で初めてアニメ化された作品となる。

## あらすじ
犬塚孝士は、とある武術家の家系の後継者としてこの世に生まれたが、幼い頃の事件により暴力恐怖症になり、武術をやめ検事を目指していた。ところが高校生となった孝士の元に、同じく武術家の後継者である九頭竜もも子が、孝士と結婚し地上最強の子孫を作る為に押しかけてきた。その上孝士・もも子の結婚によって十二神将戦争を終結される事を恐れた刺客が、犬塚孝士暗殺を達成し第7次十二神将戦争を起こすべく、犬塚孝士の命を狙い次々と襲い掛かってくる。

## 登場人物

### 主要人物
犬塚孝士（いぬづか こうし）
声 - 高橋広樹 / 加藤英美里（幼少時）
主人公。『伐折羅不動心眼流古武術』の継承者。17歳。唯一の趣味は城の模型作りで、特に好きなのは姫路城とマニア人気を二分するらしい小田原城という、年寄り染みた趣味を好む。アニメ第9話を見る限り、この趣味は子供のころからだったようである。絵と料理がかなり下手。
過去のトラウマにより暴力恐怖症となり、情けない理由により幼い頃から続けていた武術を止め、検事を目指して勉強に勤しむ。頭脳明晰で口先が達者だが、武術を辞めたことで身体能力は人並みで喧嘩はめっぽう弱い。かなり美形なルックスを備え、学年トップを常にキープする成績優秀さでクラスの女子からの人気者だが、乙女心は理解不能らしく恋にはオクテとされてきた(後術)。
クールに見えるが根は熱い性格で、曲がったことや悪事を結局は見過ごせない。「正義感は強いのに暴力には弱い」という自らの情けなさを誤魔化しながら生きてきたが、もも子の想いでかつての素直な心と秘めた勇気を取り戻す。
ひょんなことから武術家ばかりが取り巻く、非日常的で命懸けな生活を送る。冷静に乗り切ろうと毎日奮闘していたが、虎金井村からの生還後は再び武術を始める事を決意。父である雲軒、仲間のいろは・半蔵・天下・進太郎に修行のための協力をしてほしいと正直に懇願するようになった。実は犬塚家の底知れない潜在能力を持ち合わせている。虎金井兄弟らとの交戦で毒を受け、その後は解毒剤を飲まなかったにもかかわらず死なずに済んだのは、今は亡き母・信乃が自らの出身である「鹿御一族」の持つ武術家の能力を封殺する「百鬼封檻」による。
武術家としてではなく一般人としての平和な生活を孝士に送ってもらいたいがため、本来ならば許されない子供である孝士の身を守るために、孝士の中の力を封印したことが関係していた。しかし、毒による致死状態により封印が解放され、もも子vs虎金井天我の戦いにおいて一瞬だけ意識を取り戻し、無自覚のまま謎の眼力を放って遠方の天我を威圧した。
女に対する興味は薄いと思われていたが、実際興味が無いのはもも子やいろはのような幼女系で、逆に早苗や天々のような巨乳や大人の色気には視線を外せないタイプ。ただ恋愛事に関しては、「学生は学業に専念すべき」と言ったり、ウマ仮面の脱衣を止めようとしたり、新薬を開発した半蔵がどさくさ紛れに余計な介入をしたとは言えもも子にラブホテルに連れ込まれた時には怒って泣いて逃げ出すなどと、実はかなりの純情。
自立していそうだが実際の生活能力は皆無に等しく、もも子が1日いないだけでその凋落ぶりは悲惨。もも子のことを当初は厄介者だとしか思っていなかったが、次第に彼女のありがたさに気付き、全く進展はなさそうでも、距離は少しずつ縮まっていっている。しかしそれでもまだ彼女を「女」として意識できず、もも子の幾多の色仕掛けやアプローチにも当然ながら無反応である。
体育祭で優介に武術を今までやっておらず、「習得できても自己防衛程度にできれば良い」、「東軍大将の座を継ぐ気は無い」ということを話し彼を激昂させる。更に優介に揺さぶりを掛けられ結果的にはもも子との間に亀裂を作ってしまう。その後は天下・半蔵・進太郎・優介の作戦により、もも子と仲直りしたと思われたが、その作戦を優介が考案したこと、もも子が優介に寄せる信頼を知って無自覚の嫉妬に駆られ、再びもも子を突き放し、それを見かねた優介に殴り飛ばされてしまう。
しかしそんな自分を反省しもも子に謝ろうと思った矢先、日光菩薩から母親の出自と自らの秘められた力を知らされ、日光菩薩の勧めた師の元で修行をすることを決意し、もも子に別れを告げ旅立った。しかしその師がなんと天我だった為、彼の気迫に怯えたり意外な一面に安堵したりと振り回されることになる。天我から言い渡されたサバイバル修行を乗り切りった後は遂に実戦に入り、徐々に力を身に付けていく。
そんな最中、孝士が無意識の内に発動させた百鬼封檻によって無力化された状態の天我の元へ天々・優介が襲来し、更に孝士自身は、東西全ての流派が揃った、東軍次期大将を決める優介との決闘場所に強制連行させられてしまった。そして優介との決闘が始まるが、もも子を貶す優介に激昂し本気が出せず、遂には敗北してしまう。しかし日光菩薩により最後のチャンスである秘策を与えられ、それを実行する前に猿藤家に捕らえられたもも子の元へ早苗とキミエの手引きにより忍び込み、彼女に「これからも俺のそばにいてくれ」と告白した。そして遂に行われた優介ともも子の結婚式に乱入し、優介に再度決闘を申し込む。その最中、安底羅千変流奥義『猿髄烈九猛爆子』を受け大ダメージを負うが、自堕落だった頃の自分を優介の中に見出し、過去の自分を乗り越える為にも立ち上がる。そして、その戦いの中でついに母親から受け継いだ百鬼封檻を発動することに成功する。優介に勝利した後、武術家たちからもも子との仲を祝福され、それを妬んだ天々がもも子を殺害しようとしたため彼女にも百鬼封檻を使ってしまい、孝士の命は尽きたように思われた。
百鬼封檻による寿命の変化に関する鹿御の記述は平均寿命が20にも満たない純血鹿御一族にとってのものであり、孝士の寿命にたいして影響は無く、2年後で彼はさらに修行を積み逞しくなった姿で健在である（しかしそれでも寿命は十数年縮んだことになる。）。19歳になった孝士は犬塚家の技を習得し、もも子の父である千太夫と互角に渡り合うまでの実力者となっている。そしてもも子との結婚を認めてもらうため彼に128回目の決闘を挑むことになる。なお、それまでもも子に手は出さないと決めている。

九頭竜もも子（くずりゅう ももこ）
声 - 鹿野優以
ヒロイン。『波夷羅一伝無双流古武術』の継承者。17歳。桃色の髪で常にゴムで結んでいるアホ毛があり、人前では下ろした事がない。
性格は優しく天真爛漫。思い込んだら正に一直線。目は節穴で一度思い込んだらもう何も見えず、かなりの感激屋で「愛」、「友情」という言葉に弱い。何でも信じてしまうその様は、純真無垢というより純真「無知」に近い。どれだけ孝士に嫌がられ貶されても愛のアタックを繰り返すというパワフルな反面、文句一つ言わず孝士に寄り添い従う大和撫子の鑑でもあり、相手構わず敬語を話す。普段は孝士の事以外では温厚であまり怒らないが、いろはを貶し続ける天々や、孝士の未来を無価値だと言い切った天我に本気で激怒した。花嫁修業を積んでいるため家事は万能で、特に料理の腕はプロ級。最強の子孫を作るべく孝士のもとに現れ、孝士の家で同棲をする事になる。様々な策を用いて何とか孝士と子作りをしようとするが、ことごとく失敗している。父親と長い間山にこもっていた為、本から知識を供給する癖がある。普段の生活ではワンピースを着用しており、修行中の習慣から常に裸足だったため孝士に靴を贈られてからはそれを履いているが後に捨てられた。幼き頃のとある修行によるトラウマから、ゆで卵が大の苦手。その弱点を日体大五郎に突かれ、一時は危機に陥った。
幼い頃、イジメっ子から孝士に助けられてから、孝士に想いを寄せてきた。しかし彼女が孝士を想う理由はそれだけではなく、夢見た「家庭の優しさ」や「人を好きになる喜び」を孝士によって教えられた為でもある。当初は自分を助けてくれた孝士が、結局はイジメっ子に負けた事を綺麗に忘れていた為「孝士は強い武術家である」と大きな勘違いをしていたが、「闘気」を操る竜の一族である為、孝士の中にある「気」の流れから彼に途方もなく巨大な力が宿っているのを知っている。
天々による「性教育」の授業で自分と孝士が許嫁である事を言ってしまった為、クラス中にバレてしまった。孝士は当然うんざりだが、もも子自身は皆が孝士と自分の事を「許嫁」と呼んでくれる為、喜んでいる。体育祭以来孝士との間に溝を作ってしまい、擦れ違いを正せないまま孝士との別れに直面する。その後はショックで学校ではまともに授業を受けられないほどの附抜けとなるも、優介の一喝により立ち直った。孝士が優介との決闘に敗れた後は優介の妻になるべく猿藤家に幽閉され意気消沈してしまうが、忍び込んできた孝士の思わぬ告白に魂が抜けるほど狂喜し、優介に「孝士以外の男とは一切子作りしない」と断固宣言した。
最終巻のオマケでは遂に孝士に子作りを許可してもらうことができた。しかし当のもも子はいざ本番となると恥ずかしがってしまうため、結局子作りには苦労する様である。
技
◎印はアニメオリジナルの技。
- 昇龍裂天衝 - アッパーの要領で拳を上空に突き出し闘気を放出させる。人間に使えば遥か彼方までふっ飛ばす。天に向かって突き出せば、上昇気流を巻き起こす。もも子は曇りで洗濯物が乾かない日にこの技を使って雲を割り、日光を出して洗濯物を乾かした。
- 黒龍モーニングデストロイヤー - 黒い龍の姿をした闘気を、手の平から前方に向けて放出する技。他にも「黒龍イブニングデストロイヤー」と「黒龍ムーンライトデストロイヤー」が存在する（どちらもゲームオリジナル）。もも子は挨拶代わりにこの技を出している。
- もも子逆上・リミットブレイク - 怒りにより極限まで高まった闘気を、逆鱗に触れた相手に向かって放出する技。
- 竜吠大砲拳 - 凝縮した闘気を拳に纏い、敵に向かって繰り出す。他にも、相手の技にぶつけて相殺するなどの応用が利く技。
- 飛龍一閃剣 - 刀状にした闘気で、敵を斬り付ける。習熟すると、刀身の長さを伸縮自在に伸ばせるようになる。もも子の父千太夫もこの技を得意としている
- 真・昇龍裂天衝 - 昇龍裂天衝の完成版。全身の闘気を拳のみに集中させ、一気に爆発させる事で、空を覆う雲が真っ二つに割れ、あたかも空が引き裂かれたかのように見える。当初女には極められないと思われていたが、虎金井天我との闘いで習得した。
- 竜吠百烈炎弾拳 - 拳を連続で繰り出す事で、前方に気弾のような物を飛ばし攻撃する。
- 亡霊破滅拳◎ - 両手に闘気を集中させ、そこからエネルギーを放出する。
- 青竜爆風激拳◎ - 両手に気を溜め、ジェット噴射の如く一気に噴出する技。
- 爆竜宇宙爆砕拳◎ - ウマ仮面の「如意天穿脚120%」と撃ち合い相殺した為詳細不明。

巳屋本いろは（みやもと いろは）
声 - 宮崎羽衣
『因達羅蛇影幻魔流古武術』の当主。15歳。髪型はサイドポニー。趣味は武器の手入れ。ツンデレ少女で、他人に対してツン、孝士に対してデレ。半蔵共々首から鎖の首飾りを下げている。
虎金井天々に壊滅寸前に追い込まれた巳屋本組を15歳で継いだ女組長。しかし、お嬢様のように見られてしまい人望が無かったため、自身が継ぐと言っても部下が全くついて来なかった。ただし、今の関係している人物達はいろはを見捨てておらず、半蔵の事も犬と言いつつも本当は感謝している。舎弟の半蔵とは固い絆で結ばれており、戦いにおいては彼と絶妙なコンビネーションを発揮する。当初は刺客として孝士を暗殺しようとするが、もも子に敗れて諭され、その後は孝士らと同じ学校に転入してきた。己を強く律する気丈さ、凛々しさの持ち主であると同時に、思わず手を差し伸べたくなる妹のような純真さを持ち合わせてもいる。回りくどい事が苦手で、自分に正直、故に恋愛もストレート勝負。私生活ではややドジっ娘。元々巳屋本組の組員に世話されてきたため家事の心得が致命的に無く、掃除だけでも周囲の器物を破壊する。手先は超の付く不器用で、料理も苦手。
孝士らに出会って以降、とあるトラブルも手伝って孝士に惚れてしまい、年齢差から「おにいちゃん」と呼んで慕っているが、もも子の事も「先輩」と呼び尊敬している為、恋心を表に出せずにいた。しかし、虎金井村での天々との闘いで彼女に孝士への想いをバラされ、孝士ともも子の2人に嫌われたと思い涙を流すものの闘いの後にもも子から贈られた優しい言葉に救われ、それ以降は互いを認め合う、正々堂々と孝士を巡る恋敵（ライバル）同士となった。同じく孝士を好きな早苗には、武術とは無関係の部外者だと思っていた為と彼女の女らしさゆえにかなりの敵対心を燃やしていたが、彼女が武術家であり、孝士を陰ながら守っていると知った以降は、少し認めるようになった。
父親が売却してしまった巳屋本一族の土地を買い戻すべくファミレスでバイトを始めるが、例の如く失敗続き。しかし徐々に仕事にも慣れていき、店長にも見直され職場の仲間とも仲良くなり、目標金額達成に行きつく。しかし天々がいろはの父親と裏で手を組んでいた事で土地の利権者は天々となっており、半蔵までもが彼女の側に付いてしまう。天々の手の上で踊らされていた事を知っても毅然とした態度を崩さず、天々に付く事を拒否した為、天々に倒された。しかし捕らえられてもなお、半蔵が自分に何か隠し事をしている上で天々に付いた事には気付いており、まずは敵の計画の全貌を知る為に、その場にいた申一族の中でも最弱の男、猿藤つよし（後述）から犬・竜討伐計画を駆け付けた早苗と共に聞き出し、古代の力の事を知る。その後、「自分ではいろはの盾になれない」と愚図る半蔵に対して「自分の力になって欲しい」と頼み込み、コンビは無事復活。このまま内側から敵の計画を突き崩すことを目論み、半蔵を介して古代の力の薬に接触、細工することに成功した。
2年後、髪を切って母親そっくりの容姿となり、人数が増え蘇りつつある巳屋本組の筆頭に立ち一族再興を唱えている。しかし未だ半蔵の想いには気づかないままで、「いずれは良き伴侶を見つける」と言っていた。
技
◎印はアニメオリジナルの技。
- 三日月斬り - 刀を真横に振るう事で生じた衝撃波で、敵を圧し潰す技。
- 双殺魔蛇羅り - 胸の前で交差させた2本の刀で、素早く同時に薙ぎ払う。
- 二刀流魔蛇羅満月り - 互いに背を向けた状態で、それぞれの刀で半月を描くように剣を振るい、360度全方向の敵を薙ぎ払う。この技を使うには互いへの信頼関係が不可欠。
- 悪霊即死徐霊術◎ - 徐霊用の札を構え、体から出てきた闘気を蛇の姿に変え攻撃する。
- 三日月ボレー◎ - ラケットを三日月の軌跡になるように振るい、ボレーをする。なお、アニメオリジナルの設定だがいろははテニス部員。

半蔵（はんぞう）
声 - 鈴木千尋
とあるヤクザの鉄砲玉で、相手の組長を果敢にも一人で倒そうとするも失敗し、殺されそうになった所をいろはに救われ、若頭として巳屋本組唯一の従者となる。金髪を後ろで短く束ねた、雀斑顔の少年。17歳。腹を出して寝る癖がある。
いろはの事を「姐さん」と呼び慕っており、生涯彼女に付いて行くと決めている。しかし、いろはにとって半蔵は「犬」。いろはの孝士暗殺失敗後、いろはと共に孝士らの学校に転入してくる。その後、勇敢にもいろはに告白するが、公衆の面前で恋愛対象ではないとバッサリと断言されてしまい、恋愛関係になれない事は最初から分かっていたものの、号泣した。ただ、いろは自身はまともに自分について行っているのが半蔵しかいないので、決して嫌っているわけではなく、むしろ心から感謝している。いろはの想い人たる孝士に対して嫉妬心を抱えており、時にはそれが隠しきれずに爆発してしまう。孝士に惚れた事でツンデレ化してしまったいろはに、やや不安を感じている。
ゲーム・アニメ・コスプレ撮影が大好きなオタク。ギャルゲーを極めている為か、男女の機微については敏感。
組再興積み立て資金の財布番も務めるが、持ち前の浪費癖で勝手に資金を使い、新作のギャルゲーを買うのに使い込んでは迷惑をかけ、いろはを困らせ、怒らせてもいる。間の抜けた所があるが、いろはを支える時はこの上なく頼れる男となる。孝士と間違われ殴られた挙句、買ったばかりのギャルゲーを壊されたのと馬が合わないのも相まって、進太郎とは仲が悪い。なお、潰されたギャルゲーは中古で買い直すが、今度はテレビとゲーム機も一緒に進太郎に壊されてしまった。孝士が武術を使えないと分かったや否や、ここぞとばかりに孝士をイビっているが、その度に、進太郎にボコられている。元ヤンキーであり、ヤクザの世界へ足を突っ込むという経歴の持ち主であるため地元ではモテモテ。ド田舎では「ヤンキーはモテる」という謎現象が今も息づいているらしい。
ヒカルと対決をした際の早苗（ウマ仮面）の卑猥な姿が写っている写真を、翌日校内で堂々と販売した。なお、撮影に使われたデジタルカメラは組再興資金からの捻出である。
主夫属性があり、いろはの身の回りはほとんど彼が世話している。武術家の血筋ではないが、未熟ながら因達羅陀影幻魔流奥義や製薬術を会得している。また意外に鋭いようで、人間の本心を見抜く特技（？）を持っており、天々の笑顔の裏の感情に気付いた。しかし、天々から自分への想いには一向に気付かない。
巳屋本組の土地の利権者が天々だという事を知った後は全てを諦めてしまい、天々の部下となってしまったように思われたが、実際はいろはの父親から「君が虎金井天々に勝てるのか」と言われた事でこれまでの自分に対する無力感に苛まれ、いろはを守る為に取った苦渋の決断であった。しかしそれでも自分を信頼するいろはに号泣し、再び彼女と共に戦う決意をする。天々に従うフリをしつつ、古代の力の薬に接触、細工をすることに成功した。しかし、それはかつて天々がいろはに対して行った行為と何ら変わらない残酷な事だったため、当時は心に引っかかりを感じていた。2年後はその償いとして、彼女に対して嘘をつかず、どんなに言いにくいことでも正直に話すと決意した。しかし、天々から膨大な文字量と大量に絵文字が詰め込まれたメールが送られた際は「読めない」と一言返信した。
未だいろはには想いが届かないままである。
技
- 千変百面相装の術 - 瞬時に変装し、顔を変え別人に成り済ます技。
- 弓張月 - 対象とすれ違いざまに、上弦の月を描くように敵を斬る。密集した複数の相手に有効。
- 一刀流魔蛇羅り - 双殺魔蛇羅斬りの一刀流バージョン。刀を横一閃に振るい、複数の敵をも一刀のもとに倒す。
- 二刀流魔蛇羅満月斬り - いろはとの合体技、上述。
- 万華夢想操の術 - 秘薬を相手に使用してから催眠術にかけ、催眠状態に陥らせる。

中慈馬早苗（なかじま さなえ）
声 - 平野綾
孝士の級友で通称「委員長」。17歳。勤勉で温厚な性格をした、可愛らしい三つ編みの眼鏡っ娘。健気であるが、思い込みが激しく恥ずかしがり屋。当初は武術とは関係の無い人物だと思われていたが、実は『珊底羅神護流古武術』の継承者であり、家の掟により正体を隠しつつ、伐折羅不動心眼流古武術の継承者である孝士を陰ながら守っており、犬塚家の要人を一人前になるまで護衛するのが使命。
容姿は昔のキミエにそっくりの美人で、主要人物の少女の中では一番女らしい少女。掟と関係なく孝士に好意を寄せており、孝士との普通の恋に憧れているが、中慈馬家の掟により告白出来ずにいる。好みの男性のタイプは少女漫画に登場する彼氏のような人で、筋骨隆々の「いかにも格闘家」のような人間を嫌う。装着部分の身体能力が強化され大幅な肉体強化を可能とする、伝説の「神護如意天馬羽衣を装備して「天誅戦士ウマ仮面」に変身する。キミエが早苗の原動力である羞恥心を煽る為に、布地の少ないかなり際どい衣装に改造した。Ver.2は露出は控えめだが、攻撃されればされる程1枚ずつ剥がれていくデザインになった。進太郎との戦いでは真鳥羽家の嫡男を名乗り、「バードマン」に変身した。恥ずかしさが増すとパワーアップ、更に極限に達するとリミットブレイクする。脱がなければ本気を出せないので、戦いの度に身体を晒し恥ずかしい思いをしなければならず、しかも一部では「変態」呼ばわりされているという、当作品の中で一番の苦労人かつ薄幸の少女となっている。ウマ仮面として何度も姿を現しているが、普段とのギャップからか孝士ともも子にはバレずにいる。
普段の生活では苗字を「中島（読み同じ）」としている。アニメでも、オープニングやエンディングでの表記も当初は「中島 早苗」で、正体が判明した8話のエンディング以降「中慈馬 早苗」となった。
上記の苦手意識により当初は天下を怖がっていたが、彼が実は孝士達を隠れ蓑にしようした事を知り、激昂した。後に天下に正体がバレ、初めて孝士との仲を応援してもらえるようになるが、その為の彼の行動が裏目に出て、かえって誤解されてしまう事もあった様子。その度に早苗に袋叩きにされた天下が証人になることで何とか誤解を解いている。
もも子と仲違いし自堕落中の孝士にデートに誘われ、最初は浮かれるものの、やがて彼が修行開始時の覇気を喪失している事に気付き諭そうとするが、孝士本人に彼を守りたいという思いを否定され深く傷付き号泣する。その後は暫く学校を休んでいたが、孝士が吹っ切れた事で彼女も立ち直り、後に自身の正体を孝士に打ち明けた。猿藤家発案の犬・竜討伐計画の存在を知り、バラバラに分散させられてしまった仲間達や自分達に協力してくれる者を探す為に奔走し、孝士の勝利を条件に鼠子田一族の族長から猿藤家の陰謀を証言してもらえた。また、古代の力に細工し、敵の武術家のエネルギーを暴発させることを思いついたのは彼女である。
2年後は自分の家に隠棲している天下の修業に付き合い自らも力を高めている。天下も強くなってはいるのだがそれ以上に早苗が強くなってしまう為、差が埋まらない。また、男の好みも「強い男」と変化していた。
技
◎印はアニメオリジナルの技。
- 如意天穿脚 - 一族が使う蹴り技の中でも、威力の高い技。脚部に闘気を凝縮させ、相手の体に穴を穿つような鋭い蹴りを見舞う。
- 如意天飛翔脚 - 超高速で蹴りを繰り出し、虚空を足がかりにする事で、空中においても体勢を瞬時に切り替えられる技。
- 如意天馬断罪蹄脚 - 珊底羅神護流究極奥義。潜在する闘気が羞恥心によって解放され天馬の形に具現化し、天馬の蹄によって生まれた空気圧で、相手を圧殺する。
- 如意天馬M字閉脚◎ - M字に開脚した脚の膝部分で、対象を挟み込んで攻撃する。

虎金井天下（こがねい てんか）
声 - 草尾毅 / 青山桐子（幼少時）
『真達羅烈鉄流古武術』の武術家。17歳。金髪で長髪。虎金井五兄弟の三男。元々は本家の長男だったが、分家から兄を2人迎え入れた為、三男の扱いになる。虎の牙（もしくは勾玉）のネックレスを肌身離さず身に付けている（作者曰く「彼自身が弱いから、強そうな物を身に付けたかったんだろう」の弁）。服装にはあまりこだわらず、タンクトップなど楽なものを好む。「ベッキー」と名付けたサッカーボール（性別は女性らしい）と、虎金井村から逃げ出した後に出会った「白虎」というどこか腹黒いような子猫を連れている。なお白虎から嫌われている。
かつては孝士を暗殺しようとした刺客。孝士とPK対決で闘うが、習性が猫に似ている事を見破られ、猫じゃらしとペットボトルを使われて敗れた。その後、自分の留守中に族長は義兄の天我になっていた事で本家内に於ける自分の居場所を失い、義兄弟達から逃げ出し犬塚家の門前で「ひろってください」と書かれたダンボールに入っているホームレス状態で孝士の前に現れ味方となる。成熟した肉体とは裏腹に打たれ弱く、精神的には成熟していなかったが、虎金井村（アニメでは孝士宅の近所の公園）での天智との戦いで諦めそうになった所をベッキー（もとい早苗）に諭された事で弱さを克服し、辛勝する。しかしどうしても天智には全く頭が上がらず、一緒に暮らし始めた後も主夫同然でこき使われ状態に。かなりのブラコンだが、催眠の薬を用いるなどそれ以上とも言える感情を抱いているような場面もある。生活費はバイト（アニメでは内職も）で稼いでいる。
ヘタレさが玉にキズだが、弱い自分を認めて次の一歩を踏み出す芯の強さも持つ。大らかで優しく素直な性格だが、素直すぎて落ち込みやすい傾向があり、第3話では孝士のほとんど言い掛かりのような屁理屈にも言い負かされてしまった。ウマ仮面の正体を一目で看破した初の人間であり、早苗とは辛い恋をしている者同士通じ合う何かがあるらしく、掟に倣い孝士の幸せの為に自らの恋を諦めようとした早苗を励ました事も加えて、その後の彼女とは仲が良い。それどころか10巻のオマケで早苗と進太郎があたかもセックスをしたかのような会話を聞いた際、本気で悲しんでいた描写があったため、恋愛感情を抱いているとも言えなくは無い。もも子に初めて会った10年前から彼女に想いを寄せていたが、半蔵とは違い、孝士に強い嫉妬心や敵意を抱いてはおらず、もも子、いろは、進太郎同様、孝士の武術家としての成長に期待している。しかし誰かの「為」ではなく何かの「せい」にして、武術の修行を行う孝士に疑問を抱き始めた。
突如アパートを訪ねて来た父・蒼天と再会を果たすが、蒼天が他の流派と共に犬塚・九頭竜を倒そうとしている事を知り、激昂して猛反対する。しかしその直後、金次・銀次に叩きのめされた天智を見せられ、彼自身もまた倒された。それ以降は天智と共に実家で謹慎の身となったが、優介ともも子の結婚式には参加していた。
2年後は中慈馬家に隠棲し、進太郎と約束した通り一族を幸せにできるぐらい強くなるため早苗を相手に日々修行に励むが、なかなか強くならない(早苗の項目も参照)。
技
◎印はアニメオリジナルの技。
- 猛虎戦斧脚 - 簡単に言えばミドルキックだが、その破壊力は高く、複数の敵を一度にふっ飛ばす。
- 猛虎戦脚大車輪 - 相手の足首を掴んだ状態で持ち上げ、そのままオーバーヘッドキックの要領で蹴り付ける。
- 猛虎戦槍蹴砕脚 - 進太郎に回避されてしまった為、詳細は不明。
- 高速回転二人猛虎戦斧脚◎ - 天智との合体技。空中に浮いたボールを2人で左右から同時にシュートする、いわゆるツインシュート。ボールは虎の如く闘気を纏いながら、相手を吹き飛ばす。

猪野上進太郎（いのうえ しんたろう）
『宮毘羅経達猛進流古武術』の継承者。17歳。猪野上家の嫡男。
それまでは奥羽の山奥の実家で暮らしていたが、虎金井村の戦いで東の次の長として不甲斐無い姿を見せた孝士に代わって、日光菩薩が次期・東軍の長候補として連れて来た。実は立派な女性なのだが、父親に男として育てられた可哀想な娘（胸にはサラシを巻いている）。そのため一人称は「おれ」となっている上、自分が女だという事を自覚しておらず、女のような体をしている男だと思っていた。しかし男として育てられた割に体型は女らしく（もも子以上/早苗未満）、女より男を好むなど性は正常であるらしい。
東軍次期大将の座を奪取する為、孝士と決闘しにはるばるやって来たものの、当初はハプニングにより公衆の面前で孝士とキスしてしまった。それがきっかけで孝士に惚れてしまうが、進太郎当人はあくまで孝士との「男の友情」を深めたいと思っている。
孝士らが住む街に滞在中は中慈馬家で世話になり、そこで起こったアクシデントにより早苗とキミエに女である事がバレる。その後は孝士を守るため真鳥羽家の嫡男に変装して決闘を申し込んできた早苗に敗れ落ち込むが、「自分より十分強い男」だと声をかけてくれた孝士との間に友情が芽生える。猛達に騙されていたと知った以降も男として生きていく決意をし風雲児高校に男子生徒として転入、孝士のクラスメイトとなる。その可愛さで転入初日から孝士に並ぶクラスの女子の人気者になった。
女の自分に存在価値は無いと思っており、女である事が周囲にバレた挙句それが要因で父親に見放されてしまう事を何よりも恐れている。17年間も騙されていたと知ろうが、父との優しい記憶が彼女の全てであり猛達を尊敬している。事ある事に孝士を貶す半蔵とは犬猿の仲で、「下衆男」と呼んで非常に嫌っている。これは彼女の女としての部分からでもあるらしく、半蔵のギャルゲーで自身とよく似たキャラのラブシーンを見せられた時は、猛烈に泣いて怒って半蔵とテレビとゲームを破壊して逃げ出し、帰ってからも早苗にすがって泣いていた。一方の天下とは熱血同士、意気投合している。そして早苗からは女の子として度々心配されている。優介が転校してきた日の美術の時間で、孝士に並んで絵の腕前はかなり下手だという事が判明。
天下の元に蒼天が訪ねて来たのと時を同じくして、猛達から実家に呼び戻されるが、既に猛達は幹久に唆されており、犬・竜討伐計画に誘われ、尊敬する父親と大切な仲間達との間で身の振り方を葛藤した。1年後の卒業式において、自分たちの友情パワーで十二神将を平和にしていくことを皆と約束する。
最終巻のオマケで自身が女であることを皆に明かすものの、その後一年間は信じてもらえなかった様子。
技
- 経絡止水雷鳴拳 - 人差し指と中指の貫き手を相手の首元に繰り出し、体内の経路を突く事によって筋力を司る経穴にショックを与え、体を麻痺させる。
- 経絡止水麻痺拳 - 相手の背後に回り両手の指先で突いて、体を麻痺させる。

猿藤優介（えんどう ゆうすけ）
『安底羅千変流古武術』の継承者。猿藤家の嫡男。未成年だがストレスが原因で喫煙者。学校へはリムジンで登校している。
幹久の命令で、「孝士たちの加勢」という偽りの名目を肩書きに孝士たちのいるC組に転入してきた。それまでは名門・麗応大附属へ通っており、容姿端麗・成績優秀・運動神経抜群、何をやらせても完璧という超人ぶりを初日から見せ付け、孝士に代わるクラスの女子の人気者となった。
体育祭時、孝士が今まで全く武術の修行をしてこなかった事、次期東軍大将の座に無関心で自堕落な事を知ってしまい孝士に対して激昂した。彼自身も幼い頃に孝士同様に武術を否定していた過去があり、その当時彼の祖父にあたる猿藤家の大当主から「優介には武術の才能がない」と両親が責められている姿を目撃した事から一族や両親に対する自身の責任を感じ、血の滲むような死に物狂いの修行に明け暮れ努力を重ねた結果今の強さを身に付けた。武術ができるようになってからは政界も司る猿藤の名に恥じぬよう、勉学、作法、話術と更に努力を続けてきた。
犬・竜討伐計画発動後は、自身の意思を抑え込み以前にも増して父親の言うがまま動く操り人形になり果てている。もも子との結婚式で孝士から決闘を申し込まれ仕方なく戦うが、孝士の「自分が無能で身内が嫌な思いするほうがもっと嫌だから、それに比べたら痛いのもしんどいのもどうってことないってハラくくっただけさ」という叫びに、かつて一族の為に頑張っていた幼い頃の自分を重ね合わせ、孝士に攻撃を当てることができなくなる。そうしている間にも猿髄烈九猛爆子の副作用で自らの体はどんどん壊れていき、命の危機に陥った。最後に孝士が百鬼封檻を発動させたことで一命を取り止め、彼の説得により自分の意思ではない一族の戦いに終止符を打つことを決意する。
1年後の卒業式において、仲間達と共に自分たちの友情パワーで十二神将を平和にしていくことを進太郎と約束するものの、彼は武術を使えなくなっている。2年後では自らの意思により、政治家になるための勉強として東大文科I類に通っている。
技
- 猿髄烈九猛爆子 - 猿藤一族の古代の技。棍に集中させた気を相手にぶつける事で、内部から破壊する。しかし強靭な肉体を持たない猿藤家には過ぎた技であり、使い続ければやがて術者の肉体をも破壊してしまう。

### 武術家
日光菩薩
虎金井激闘編から登場した、12番のゼッケンを着けジャージ・腹巻を着たゲートボーラーの老人。ゲートボールのスティックを武器とする。かなりの変態スケベじじいであり、当初はいろはに過剰なセクハラを行い、その後は天々にちょっかいをかけては蹴られていた。
その正体は十二神将の格上で、薬師如来直属の偉い人物。もう1人「月光菩薩」という人物がいるらしい。ただし「日光菩薩」というのは仏の名を借りていると思われ、本名は不明。孝士の母親に関して何か知っているらしい。敵の陰謀の脅威を察知し、虎金井村の戦いを見に来ておいた。
孝士達の身を案じてはいるようだが、孝士が東軍の大将としては力不足と認識し、猪野上進太郎を連れ孝士と次期大将の座を賭けて決闘させようとしたが、バードマン（早苗）乱入とその後の早苗の露出で鼻血を噴いて失神してしまい、結局その件はうやむやに。その後は姿を消していたが、失意の孝士の前に再び現れる。そして孝士の母親の出自と「百鬼封檻」の能力の事を教え、孝士に戦うよう促した。孝士が優介に敗北した後も犬塚親子に協力し続け、孝士に最後の秘策を与える。

#### 犬塚家
犬塚雲軒（いぬづか うんけん）
声 - 玄田哲章
『伐折羅不動心眼流古武術』の現当主であり、孝士の父親。45歳。
もも子の父・九頭竜千太夫と対等の戦いをし、お互いの子供同士を将来結婚させる約束をする。武術を辞めた為に心体共に弱い孝士を嘆き、また父親として今後の安否を大いに心配している、子育て下手な男で子供思いの優しい父親。千太夫と共に、他の流派の当主からは恐れられている。
若い頃は孝士とそっくりの美男子であり、孝士と同じようにクールでモテたが、女に対する興味は薄かった。最弱にして最強の力を持つが故に忌み嫌われていた鹿御一族の女性・信乃と結婚し、孝士を儲けた事が判明する。幹久に唆され、孝士を信用しなくなった千太夫に、自分達親子に最後のチャンスを与えて欲しいと懇願した。優介との決闘前に孝士と再会し、てっきり自分を恨んでいるだろうと思っていたが、もう何かの「せい」にしなくなった孝士の成長を見て、涙する。
アニメでは、学生時代は孝士と同じ風雲児高校に通っていた。また、兄弟とその子供がいることが判明している。
技
- 天上天下唯我独尊 - 両手で印を組み、両手をチョキの形にして額に当てた後、目から光線を発射する。
- 六道超越捕縛衝 - 手で印を作り「喝」の叫び声と共に、両目から複数の光線を発射し、捕らえた敵を金縛りにする技。呪文の詠唱は「天上天下唯我独尊 三界皆苦吾当安此」。
- 六道灼熱伐殺眼 - 目から光線を放ち、物を真っ二つにする技。

犬塚信乃（いぬづか しの）
声 - 加藤優子
孝士の母親。旧姓は「鹿御」であり、麒麟の一族・鹿御家の生き残りだが、表向きには「金子」という偽名を使っていた。
雲軒と許されざる恋に落ち孝士を生むが、百鬼封檻の力を受け継ぎ同様に許されざる子供である孝士を守る為、自らの百鬼封檻で孝士の百鬼封檻を封印した。その後は短命である鹿御一族の血筋により、若くしてこの世を去る。日光菩薩曰く、孝士の武術嫌いはどうやら彼女譲りらしい。

#### 九頭竜家関係者
九頭竜千太夫（くずりゅう せんだゆう）
声 - 宝亀克寿
『波夷羅一伝無双流古武術』の現当主であり、もも子の父親。雲軒と対等の戦いをし、互いの子供同士を将来結婚させる約束をする。
道着に身を包んだ筋骨逞しい男だが、もも子の父親だけあり温厚な性格。孝士が武術が出来ないということを知らない為（しかし孝士の眼を見て「とても強そうには見えない」と看破し、一度は婚約を破棄させようと考えた）、孝士ともも子が作る最強の子供を楽しみにしている。しかし幹久に唆され、雲軒と一時は決別するが、後に騙されていた事を知ると和解した。
技
- 飛龍一閃剣 - もも子の欄を参照。

#### 巳屋本家
いろはの父
先代の巳屋本組組長。常に翁の面を被っている為、素顔は不明。優しいが組長としては凡庸であり、巳屋本組衰退の原因の一端を握っている男。いろはとは対照的に組の復興を完全に諦めており、復興してまた九頭竜や虎金井と西の覇権争いをしても虚しいと思っている。
昔、後にいろはの母となる女傑と言われた先々代巳屋本組組長に惚れ込み、かつては今の半蔵のように彼女の側につき従っていた。しかし当時起こった小競り合いで彼女は命を落してしまい、いろはの父は彼女を守れなかった自分に絶望した。その悲劇が現在の諦観の姿勢の原因とも言える。最終話でいろはと共に組を建て直した。

#### 中慈馬家
中慈馬キミエ
声 - 小宮和枝
『珊底羅神護流古武術』の現当主であり、早苗の祖母。昔は人妻ながら若かりし頃の雲軒の護衛役を務めており、千太夫とも知り合い。53歳。夫（早苗の祖父）も終盤で登場しているが、自身より遥か長身で顔は見えない。
現巳屋本組の本拠地にして、虎金井天々に家を焼かれた孝士らの下宿先の木造アパート・「ハイツ中島」の家主でもある。家賃をいっこうに払わない巳屋本いろは・半蔵には手を焼いており、時には半蔵に鉄拳制裁を与える。中慈馬一族の女だけあり、筋骨隆々の強く逞しい男を好む。孫である早苗を日々鍛えているが、中慈馬という武術家の家に生まれてしまったばかりに叶わない恋を抱え続け、辛い思いばかりさせてしまっている孫娘を心配したり、戦わない時は普通の高校生の孝士達が血を流す所は見たくないと心底願うなど、自分や身内の周囲の人々を心から気遣う優しさも見せる。
昔は早苗そっくりの容姿で月下美人のような美女だったが、時の流れは残酷なものであり、単なるオバサンと化しており、しかも常にデフォルメ化された頭身で描かれている。その様はかつて彼女に惚れていた猛達でさえ、キミエ本人だと気付けないほど。しかし実力は衰えておらず、その威圧感は大気を振動させるほど。アニメ第18話では座敷ババアの放ったパイナップル(手榴弾)が口の中で炸裂しても傷ひとつ負わなかった。

中慈馬ヒカル
声 - 上田陽司
『珊底羅神護流古武術』の武術家。筋骨たくましい大男で、分家で実力No.1の格闘家。顔と体に大きな傷を持つ純朴な青年。東北地方風の強い訛りがあり、標準語をほとんど理解できない。早苗の許婚として孝士に決闘を挑むが、ウマ仮面として立ちはだかった早苗に敗れる。その後は早苗と共に孝士の味方となり、虎金井激闘編にて再登場するが、天智に無残に敗北し負傷する。2年後では天下とともに修行に励む早苗を彼が見守っている姿が描かれている。

#### 虎金井家
虎金井天我（こがねい てんが）
声 - 奥田啓人
『真達羅烈鉄流古武術』の現当主で、虎金井五兄弟の長男。皮ジャンを着用した大柄な男。19歳。
元は分家の「無窮煉獄渓」の出身だが、蒼天によって本家の養子となった。武術に誇りを持っており、廃れ軟弱になってきている十二神将の武術家に嫌悪感を抱き、そして廃れていく空しい時代に生まれてきてしまった自分自身に苛立ちを感じている。天下の留守中に脅威的な実力で本家の家督を奪取した。もも子が放った奥義を片手で握り潰すなど、雲軒・千太夫に劣らない実力を持つ。戦いに於いて下劣な事を嫌う芯からの武人であり、自らの妹弟たる天々・天礼の無軌道さには呆れている。それ故、毒を飲ませた天々の代わりに孝士ともも子に謝るという一面も見せた。また孝士ぐらいの年齢の者の嗜好を考え昼食にファーストフード店を選ぶなど、意外と気配り型。もも子に敗北して以降は自らの驕りを戒める為に、再び修行に励んでいる。
虎金井村での対決では、幹久によって施された虎金井家の古代の力『猛虎無限強進装甲』により、もも子を圧倒的な力と回復力で苦しめるも、孝士の一時的な死により激昂し、果てには九頭竜家の伝統必殺を発動させたもも子に倒される。スピードではもも子に勝り、一瞬の隙を突き止めを刺そうとするも、謎の眼圧と殺気に気を取られてしまった。その後は行方不明だったらしいが、再登場時には以前と変わらず当主の座に居続けており、孝士の武術の師を務める事となった。孝士の百鬼封檻を発動させる為ひと芝居打ち（日光菩薩から発動させる為の手順を書いた紙を渡されていたが、燃やしてしまった）、その目論みは成功したが、その直後天々と優介が襲来し、百鬼封檻で無力化された状態である事、加えて優介が古代の力を手に入れているという最悪の状況の中、優介に倒された模様。しかし、孝士が直接触れたわけではないので百鬼封檻は不完全な技として働き、武術家としての力がわずかだが残っていた。2年後では天々と天礼とともに森に籠って修行に励んでいる。
技
- 猛虎無限強進装甲 - 猿藤幹久によって与えられた、虎金井一族の古代の力。外的ダメージを受ける程、即座に超回復を起こし、超人的に強化される特殊体細胞。回復が起これば起こる程、その姿は人間から遠ざかる。

虎金井天々（こがねい てんてん）
声 - 名塚佳織
『真達羅烈鉄流古武術』の武術家で、虎金井五兄弟の長女。18歳。チャイナドレスを着た妖艶な美少女で、相当なぶりっ子。両手足にブレスレットを着用。金髪でシニヨンヘア。
元は分家の「妖華獄洞」の出身だが、蒼天によって本家の養女となった。美しい外見とは裏腹に、性格は冷血かつ腹黒く、残酷で非情な本性を持ち、殺しや闘いに面白さを求め、弱いものを甚振る事に快感を得るサディスト。そのため対照的な考えを持つ天我の事を嫌っている。強大な武術の才能を持つ。10年前に研修生として巳屋本組へ取り入り、いろはとも表面上は姉妹のように仲良くしておきつつ、裏では8年間かけて密かに組員を引き抜き、奥義書や秘薬を盗み出していたという陰湿なやり口で、巳屋本組を壊滅状態に追い込んだ。更に巳屋本家に伝わる毒薬「鴆羽の屍毒」を改造し、孝士に飲ませた。
いろはを忌み嫌っているが、その理由は自分の本心を唯一見抜いており、恋心を抱く半蔵がいろはに忠実で自分の下へ来なかった為。ペットに凶悪な面構えのパンダを6匹飼っている。自分の本心を表に出すのが苦手で、常にテンションを高くして何を考えているか悟らせない為に、笑顔の仮面を被っている。語尾に「〜ネ」「〜ヨ」「〜カ」「〜アル」と付ける中華訛りがあり、登場してしばらくはそれが極端だった。また、自室でパンダのぬいぐるみを抱くなど可愛い一面も見せる。
虎金井激闘編の後は行方不明だったが再登場時には優介と結託しており、そのうえ風雲児高校の養護教諭に就任。その美貌から男子生徒・男性教諭・果ては校長までの注目の的。当初は孝士・もも子いじりに励み、半蔵とも再会するが、自らがいろはに対して行っていた今までの所業が原因で更に警戒され、ますます距離が離れていく。半蔵が自分の元へ来た事でご満悦かと思いきや、結局は半蔵を信用しておらず、せめて嘘でもいいからと半蔵と共にいられる時間を楽しもうとする。孝士と優介の最終決戦の後、古代の力を使おうとした武術家たちが気の暴発を起こしたことにより、半蔵が内通者であったことが分かり絶望に閉ざされる。その復讐として孝士との仲を祝福されているもも子を殺害しようとするが、孝士の百鬼封檻で武術家としての力を全て失う。
2年後では天我と天礼とともに森に籠って修行しながら、半蔵とメールのやりとりをしている様子がうかがえる。もも子たちへの復讐はまだ諦めていない模様。

虎金井天礼（こがねい てんれい）
声 - 川田紳司
『真達羅烈鉄流古武術』の武術家で、虎金井五兄弟の次男。眼鏡をかけ黒スーツを着た少年。歯を矯正している。
元は分家の「針獄山」の出身だが、蒼天によって本家の養子となった。普段は細かい性格で礼儀正しいが、一度キレたら手が付けられない短気であり、かなりのヒステリーかつ神経質。元々、天智をあまり快く思っていなかった為、天下に負けたのに密かに嬉しそうに笑う天智にキレて、彼に容赦なく攻撃を加えた。キレた時の彼は内に秘めた狂気を露わにしている。また、綺麗事・お涙頂戴な風景・感動的な出来事をかなり嫌悪していると思われる。凄腕のハスラーでもあり、ビリヤードのキューと、その的球を用いた四方八方からの攻撃を得意とする。理由は不明だが、天々には逆らえない。
虎金井村での対決では天下・天智の危機に颯爽と現れたウマ仮面と闘い、最初は押されるも彼女を半裸に近い状態にし、孝士に見られているという事実から羞恥心が遂に極限に達し、リミットブレイクしたウマ仮面に倒された。エロに溺れ、当初の目的を忘失した結果敗れたとも言える。
2年後では天我と天々とともに森に籠って修行と思いきや、実際は荷物を持たされたり姉の憂さ晴らしに付き合わされたりと、可哀相な役回りである。
技
- キャノンショットサイクロン - 周囲にちりばめたビリヤードの球を、キューによるショットで竜巻の如く巻き上げ、四方八方から攻撃する技。

虎金井天智（こがねい てんち）
声 - 石川静
『真達羅烈鉄流古武術』の武術家で、虎金井五兄弟の四男、本家の次男。12歳。帽子を被りジャンパーを着た少年。
天下の実弟であり、天下同様に猫の性質を持つ。愛らしい外見とは裏腹に、虎金井史上最高の武術の才能を持ち、脚技を主体とした天性の運動センスは天我をも凌ぐ。孝士らの前に姿を現した当初、特に天下に対しては子供らしからぬ冷徹さを見せていた。昔は天下と仲が良く彼からサッカーや武術を教わり、天我らが兄姉になった後も天下を慕い、彼の唯一の味方であり続けた。しかし天下がもも子に敗北し逃げ帰ると幻滅、愛憎入り交じる複雑な思いで恨むようになる。または自分が強くなる毎に天下がその成長に怯えて段々口をきかなくなり、目も合わせなくなった事に対する寂しさやもどかしさ、自分が尊敬していた頃の彼に戻って欲しいという思いの裏返しでもあった。虎金井村での対決後、精神的に成長し自分を倒した天下を少し見直し、現在は天下と共に暮らしている。
天下と和解の第一歩を踏み出してからは、子供らしい表情を見せるようになった。まだ素直にはなれないが、本心では今でも兄を好いている。普段は小学校へ通っており、友達と楽しくやっている模様。
父・蒼天の犬塚・九頭竜を倒そうという誘いに兄同様に反対した為、潜んでいた金次・銀次に叩きのめされ、天下と共に実家に謹慎させられていた。
2年後では行方が分かっている一族の中で最強の男として当主の座に君臨。だが図に合っていないので早く兄の天下と交代したいと思っている。
技
◎印はアニメオリジナルの技。
- 高速回転球刃斬 - サッカーボールを指先で高速回転させる事により、ピザの生地を薄く伸ばすかのように遠心力によって平らにしていき、それをブーメランのように投げて（蹴って？）敵を斬り付ける技。
- 高速回転二人猛虎戦斧脚◎ - 天下との合体技。天下の欄を参照。

虎金井蒼天（こがねい そうてん）
『真達羅烈鉄流古武術』の元当主。天下・天智の実父。体に大きな刺青を持つ男。
雲軒・千太夫の力に大きく劣っていた為、犬塚・九頭竜の同盟に反対し得る力を持たなかった。養子の天我に家を継がせ祝杯をあげていた時に何者かに襲われ、その後は暗殺の追っ手をかわしながら、キミエと幹久の部下に保護されていた。犬塚・九頭竜を倒そうという幹久の誘いに乗り、実の息子である天下や天智でさえも手にかけた。

虎金井いくえ（こがねい いくえ）
虎金井村で飼われている虎の飼育係。笑顔の似合う朗らかな女性。天我のお達しで孝士の武術の修行を手伝う事になる。彼女自身の強さがどれほどのものかは不明。

#### 猪野上家
猪野上猛達（いのうえ もうたつ）
『宮毘羅経達猛進流古武術』の現当主であり、進太郎の父親。44歳。
30年前、密かに惚れていた中慈馬キミエを雲軒が寝取ったと思い込んで以来彼への復讐を誓っている。しかし自分では雲軒に敵わないので、息子に早苗の子を倒させ、九頭竜の御息女を娶らせる事でそれを成そうと目論む。ところが生まれてきた進太郎は女児であった為に、奥羽の実家で徹底的な管理（隔離）教育を行い、今日まで男だと思い込ませてきた。日光菩薩から孝士が不甲斐無い弱者である事を聞き、「いよいよ30年越しの復讐を果たさん」と進太郎を連れて雲軒の前に現れた。決闘後に初恋の人・キミエのなれの果てをようやく知り、その変わり様にかなりのショックを受け、進太郎を虎金井家に預けたまま奥羽の実家に帰った。
犬・竜討伐計画に賛同し、一族一同や進太郎さえも引き込もうとした。

#### 猿藤家
猿藤幹久（えんどう みきひさ）
『安底羅千変流古武術』の現当主だが、元は分家の出身。政治家。雲軒・千太夫・キミエと共に虎金井村へ向かった。
表向きは東西の両軍間の調整役として機能しており、東西同盟締結に奔走する雲軒・千太夫を補佐するが、虎金井村の戦いでは彼等の目を逃れつつ裏で糸を引いていた。第7次十二神将戦争を起こす為に古の力の解析を進め、強力な武術家を目覚めさせようとしており、その一環として天我に古代の力の存在を教え、孝士・もも子と戦うように仕向けた。東西の戦争派の一族を集め扇動し、いよいよ戦争勃発に向けて本格的に始動する。
息子の優介の働きに期待しているが、実際は一族の「計画」の為の有益な道具程度にしか見ていない。しかしかく言う彼自身も、今も昔も命令に従って動いているだけなので、優介と大差ない。孝士ともも子を婚約解消させ、孝士に代わって優介をもも子と婚約させる為に巧みな話術で雲軒と千太夫に取り入り、雲軒をも一度は納得させ、彼等の間に亀裂を生じさせる事に成功した。だが、最終決戦終了後、キミエや早苗の活躍により鼠子田一族の族長が彼の陰謀をバラしてしまったため、計画は失敗に終わる。息子を再び立ち上がらせて一族のために戦わせようとしたが、優介にとっての自分が自分にとっての大当主と同じことに気づき降参を受け入れた。

金次
幹久の部下、盲目の男。かなり高い戦闘能力を誇り、鼠子田一族を銀次と共に叩き潰した。優介の傍若無人さに手を焼いており、優介が憂さ晴らしの八つ当たりをする時は、主に彼が犠牲者となっている。にもかかわらず優介を気遣う思いは強く、彼のストレスによる喫煙が減っているのを密かに好ましく思っていたが、また増えるであろう事を予測して心配するほど。彼が自分の意思で戦いに終止符を打った際、父親である幹久を説得した。

銀次
幹久の部下。喋る事が出来ないが、金次とは意思疎通ができるらしい。金次と行動を共にする。常に無表情で内面を推し量る事は困難だが、金次と同様に優介を気遣っている模様。

猿藤つよし
天々の元で動いている、猿藤一族の男。見るからに雑魚っぽい面構えをした猿藤家一番の最弱の男。いろはと早苗に締め上げられた後、勝手に情報を喋ってくれた。

#### アニメオリジナルの武術家
亀田稲穂（かめだ いなほ）
声 - 井上喜久子
13話に登場。風雲児高校に赴任して来た新任教師。かつては検事を目指していた知能派で、かなりの色気を発する巨乳の美女。
見かけの美しさとは裏腹にバリバリの法律マニアで、その知識は孝士すら圧倒するほどだが、孝士に近付く為に仕方なく法律を勉強し、四浪してようやく教師になれたというのが実態。検事としての素質を十二分に持っており、校則第999条に則り行われた風雲児高校裁判では検事を務めた。
『蘇迂出満根流古武術』という流派の子孫。犬塚家の守護者争いで中慈馬家に敗れた落ちこぼれ一族の娘。孝士と結婚し十二神将の頂点に登り詰める為に孝士に近付くが、いつしか本当に孝士を好きになっていた。それを阻止する為ウマ仮面へと変身した早苗に対抗し、自らもウマ仮面に負けず劣らず際どい格好をした「鉄壁戦士カメ仮面」へ変身し戦うが、孝士を突如襲った危機から早苗と協力し彼を守った事で、彼女との間に友情が芽生える。その後は孝士に想いを告げず、自らは日陰の花でいようとする早苗の想いを汲んで、自分も孝士へ想いは告げずにその場を後にした。

卯月アリス（うづき アリス）
声 - み〜こ(MOSAIC.WAV)
15話に登場。ロングヘアーの美少女。一族の追っ手たる黒服の男達から自分を助けようとした西郷と出会う。
『摩休羅赫々華弦流古武術』を使う武術家として生まれる。卯月一族の中では最強の使い手であるが、夢見ていた歌手を目指す為に卯月一族を裏切り、街から街へストリートミュージシャンとして生活しながら逃亡生活を続けていた。ギターの弦（もしくはワイヤー）を使った切り裂き攻撃やギターのピックを用いた目眩ましを得意とし、戦闘時はどこかバニーガールを思わせる格好へ着替える。その戦闘能力はいろはを苦戦させた程。
「任務を果たせば自由の身」という一族との取引により已む無く孝士の命を狙うが、もも子と西郷によって阻止された。後に一族を脱退し、フランスに音楽留学する。彼女もまた西郷の事が好きだったようだが、想いは告げずに旅立って行った。

座敷ババア
声 - 真山亜子
18話に登場。お団子頭の白髪の老婆。実年齢・本名は不明。「ハイツ中島」の屋根裏部屋に住んでおり、孝士ともも子が挨拶回りに外出している間にふたりの部屋に忍び込んでいた。
その正体はネズ仮面なる刺客。ロープなどを使わずに屋根裏へ戻る身軽さはあるが、武術の修行をサボっていたため闇鍋中にパイナップルによる孝士暗殺を目論むも、もも子・いろは・天下の闘気に『化け物屋敷だ！』と恐れをなして逃亡。キミエに退去と言われる始末。彼女のいた屋根裏部屋は絹が使うことになる。

綾辻絹（あやつじ きぬ）
声 - 豊口めぐみ
19話に登場。ロングヘアでスタイル抜群の美少女。18歳。元は両親の残した借金を返済する為に資産家の屋敷で働いていた家政婦だったが、その屋敷の奥方にいじめ抜かれた挙句、無実の罪を着せられクビになったらしい。家事はできないが大工仕事から運動、バイクの運転をギリギリこなし一瞬で素人級の絵まで書ける。仕事をする度に衣裳が変化し性格も豹変する。
その正体はコスプレする事により、その衣裳の職業を身に着ける事ができる特異な能力の持ち主。虎金井天々直属の部下で、看護師や女性警察官、郵便屋などといった職業系のみならず、相撲取りの着ぐるみなど色々な衣裳を着せてもらっていたらしい。「自分と天々は真に愛し合っている」と頬を染めて誇らしげに言うなど、レズビアンの気がある。その能力を戦闘用に活かした「武装コスプレ」でもも子と一戦交えた。当の天々からは「着せ替え人形ちゃん」と呼ばれている。実の性格は計算高く狡猾で、天々の為に孝士らを騙し孝士ともも子を引き離すのに成功したが、「人形遊びは飽きた」として天々に殺され、無残な最期を遂げる。

酉木千鶴（ゆうき ちづる）
声 - 小桜エツ子
24話に登場。幼いながらにして酉木一族を束ねる少女だが、自分の思い通りにならない事はないと思っている高飛車なお嬢様。『真鳥羽翼式鋭嘴流古武術』の担い手だが、古来よりの武術を「古臭い」と嫌っており、戦闘は所有・または屋敷に搭載している兵器や武装メイド集団に任せきりで、当人の戦闘能力は皆無。第7次十二神将戦争を起こすため孝士を餌にもも子たち西軍をおびき寄せ、更にウマ仮面を騙しもも子と闘わせ相討ちにさせる事で邪魔者を全て排除し、東西和平を決裂させた上で孝士を殺そうとした。しかし、もも子に倒され野望を阻止される。

#### ゲームオリジナルの武術家
美月瑠花（みづき るりか）
声 - 大原さやか
猫宮一族の三姉妹の長女。外見は女性に見えるが実は男性かという説もある。美月家が経営する旅館の女将。料理は苦手。

美月彩花（みづき あやか）
声 - 中島沙樹
猫宮一族の三姉妹の次女。16歳、血液型A型。ツンデレ系。プロの漫画家。表向きの性格とは反対に漫画はラブストーリーを描いている。

美月萌花（みづき もえか）
声 - 石毛佐和
猫宮一族の三姉妹の三女。14歳、血液型AB型。普段は無口で、相手へ自分の意思を伝える時は一言だけで伝える。返事も通常なら「うん」と言うのも萌花の場合「ん」で済ます事が多い。一言で伝えてくる為、ストレートな発言を毎回する。
ペットとしてオオアリクイのアリンコを飼っている。ピアノが得意。料理はもも子を上回るもしくは匹敵する腕前。

美月臣羅（みづき しんら）
声 - 秋元羊介
三姉妹の父親。孝士の暗殺を企む、今作品の主犯格。猫宮一族は30年程前に衰退し失われた幻の十二神将。使用武器は鎖鎌で「迦楼羅鎖刃舞闘流」を使う。
技
- 一華の刃
- 雲隠れの刃
- 猫だまし

アリンコ
萌花に京都の五条大橋で拾われたオオアリクイで萌花のペット。8歳。発声は主に「キュ」「キュッ」「キュー（〜）」のみ。希に「モキュー」「キキュッ」とも発する。なお、巳屋本いろは進展時に一度だけ「ギュ」と発声する。人の言葉が解るらしく、プラカードで人の返事に答える。
旅館の露天風呂浴場の床掃除は、自らの身体をモップ代わりとして身体に洗剤（防カビ用）をかけて泡立たせた後、高速で浴場を滑りながら掃除をする。させられているという見方もできる。

お琴
声 - 中村知子
美月三姉妹の父親に孝士を殺害するように雇われた暗殺者。通称「幻影のお琴」。孝士の身近な人物に変装したり、毒針等を仕込んで孝士を狙う。

刹那
声 - 石毛佐和
孝士を狙う仮面をつけた少女の暗殺者。萌花とは双子の妹だが、この事実は萌花と彩花は知らない。

### その他の登場人物
日体大五郎（にったい だいごろう）
声 - 志村知幸
孝士ら2-C組の学級の臨時担任。負けず嫌いで大人気ない。風雲児高校の「しんぶんぶ新聞」に於ける、女生徒間で「結婚したい先生・結婚したくない先生」ではしたくないNo.1で、10連覇。体操で84年度ロサンゼルスオリンピックの予選に出場したことが自慢。運動神経だけが取り柄だったが、もも子に敗れ激怒。後にいろはの力を借りて再戦するが、また敗れる。一瞬だがもも子を圧倒した力を見せた為、少しは見直された様子だが、依然として周囲から「キモイ」という声は絶えない。
女子にモテる孝士を以前から憎々しく思っており、アニメ第13話では下着ドロの罪を被せようとしたが、稲穂に企みを看破されて逆に酷い目に遭う。第47話ではもも子の弱点である顔付きゆで卵を利用しC組を制圧するが、孝士の機知によって救われたもも子の奥義の前に敗れ去る。
技
- ロサンゼルスメガトンプレス - 巳屋本家の筋肉増強剤を飲んだ状態で、繰り出したパンチ。地面に小規模なクレーターを作り出す威力を持つ。

咲坂隼人（さきさか はやと）
孝士らの学校の数学教師。イケメンで、結婚したい先生No.1。本編では「しんぶんぶ新聞」の顔写真のみの登場のため、当人は未登場。

西郷勝行（さいごう かつゆき）
声 - 川野剛稔
孝士らの学校の生徒。風林火山高校に単身乗り込み、関東中の悪童を征したらしい。隣の風林火山高校との三・一五抗争は今も鮮明。裏世界を牛耳る帝王である。
サングラスをかけた大柄な男という厳つい外見とは裏腹に、可愛い物が大好き。シャイな性格でもあり、ほとんど言葉を発さないが、アニメでは唸り声らしきものを発している。不良3人組（後述）からは「偉大なるボス」と崇められており、孝士を快く思わない彼等の頼みにより孝士ともも子を倒そうとするが、もも子の闘気に怖気づく。その後、天下に敗れ頭からゴミ箱に突っ込まれる目に遭った。更にアニメでは学校に乗り込んできたヒカルに負けてしまい、挙句には頭から植え込みに突っ込まれるなど、すっかり「弱いキャラ」として定着している。「ジュリエット」という猫を飼っている。
アニメでは原作よりも出番が増えている。アニメの彼は絵本好きという設定が入っているのか、第2話では「ツンデレラ」、第15話では「桃太郎」を読んでいた。第15話で卯月アリスに一目惚れし、彼女がフランスへ留学する際、別れ際に「グッドラック」との言葉を贈った。恋する者同士心が通じたのか、言葉を発しない彼の想いをもも子が代弁していた。その後ある程度親交が生まれていたのか、アニメ第22話のエンディングでは孝士と会釈を交わして、不良3人組を驚かせている。
不良三人組
声 - 近藤孝行（不良A） / 三戸貴史（不良B） / 仁科洋平（不良C）
メンバー個人の名前は不明で、公式キャラブックでは「不良A、不良B、不良C」と表記されている。孝士のクラスメイトの男子。もも子やウマ仮面といった武術家達に度々叩きのめされている。西郷を「偉大なるボス」と崇拝しているが、アニメ第22話のエンディングで図書室で早苗と一緒にいた孝士に絡んだ際に西郷と孝士が会釈を交わしている姿を見て驚いていた。
メンバーはリーダー格にあたる黒髪（アニメでは金髪）の男子が不良A、金髪で咥え煙草が特徴（アニメでは煙草を吸っていない）の男子が不良B、フードと帽子が特徴の男子が不良C。不良Bは早苗を殴ったAをたしなめようとする等、3人の中では比較的良識を持ち合わせている。

#### その他のアニメオリジナルの人物
宮沢ルミ（みやざわ ルミ）
声 - 松来未祐
14話に登場。クラスでは目立たない、というより目立つ事を恐れているおかっぱ頭で眼鏡の内気な少女。実は発明が趣味で、色々なメカを開発しており、そのレベルの高さは趣味というよりマッドサイエンティスト並み。困った事があるとボイスレコーダーの「カー君」に相談するが、カー君「そうだよそうだよソースだよ」としか答えない。学園で一番の美男子である孝士に憧れており、孝士が不良3人組に絡まれた時は発明品を使って彼等を撃退した。ドジっ娘属性がある。
文化祭の準備中に幽霊騒動で風雲児高校に都市伝説として伝わる自分と瓜二つの「矢沢さん」という幽霊に間違われる。これを切っ掛けに自分を変えてクラスに打ち解けようとする。恥ずかしがり屋の為、人前ではタブレット端末のようなもので声を変えてしゃべる。しかし、最後まで正体を明かす事ができず、成仏した事になってしまう。その後、また目立たない存在に戻ってしまった。
矢沢さんは「矢沢ナルミ」という名前で、憧れの相手に思いを告げることが出来ずに文化祭準備中の事故で死んでしまったという。それ以来、文化祭でお化け屋敷を作るクラスに取り憑くという噂が立っている。ルミが誰もいない教室でクラスの設営を手伝おうとしていたところ、無理な体勢で作業をしていたので転んでしまう。立ち上がる時に偶然お化けのBGMのスイッチを入れてしまい、ちょうど教室に入って来た孝士達に矢沢さんと間違われてしまう。当時の卒業アルバムを調べてみると、孝士の父である雲軒と同級生だった事が分かる。学生時代の雲軒は孝士そっくりのイケメンだったので、もも子は雲軒が憧れの相手だったのではと予想する。ルミ本人は孝士に憧れている事もあり、矢沢さんになりきって孝士と一緒に文化祭を回る事になる。

キモガリ
声 - うえだゆうじ
18話に登場。「ハイツ中島」に住む司法浪人の学生。呼び名は姓の「肝井」とガリ勉をかけたキミエの命名。実年齢・本来の名は不明。司法試験を既に4度受けており、次の合格に向けて勉強している。同じ検事を目指す孝士がもも子と一緒にいるのを見て嫉妬や反感を覚え、自身の作った超激辛餃子で懲らしめようとするが、半蔵の惚れはんぺんを食べたことで彼を庇い失敗する。

## 用語

### 十二神将戦争
古来に1つに統率されていた12種類の武術家の血筋が東（午・未・申・酉・戌・亥）西（子・丑・寅・卯・辰・巳）2つに分裂されたことにより引き起こされた戦争。過去に6度戦争がおきており、いずれも歴史的な戦争になっている（壬申の乱・源平の合戦・南北朝の内乱・応仁の乱・川中島の戦い・戊辰戦争）。
西日本軍の長が九頭竜家、東日本軍の長が犬塚家。それぞれが特徴的な力を持っており、長所短所も様々で、苗字にはかならず十二支の文字が入っている。長は必ず犬塚・九頭竜でなくてはならないわけではなく、我こそはという者が現れれば決闘を行い、勝った者が長となる。各古武術の名前は十二神将から来ている（十二神将の名称と対応する十二支が違うのは、毘羯羅を子神に逆向きに配置しているから）。最初から「十二神将」と呼ばれていたわけではなく、今の「十二神将」となる前に除外された「鹿御」という麒麟の一族がおり、孝士の母・信乃の出自でもある。
そもそも十二神将の祖先は、薬師如来を守る古の超武術を使う12人の武神達であったが、強い武術家同士での一子相伝を貫いている犬塚・九頭竜家以外の一族は、並の人間と交配を続けた結果子孫を多く残せたが血は薄れ、今はただ『武術』として細々と受け継がれているのみである。しかし犬塚家と九頭竜家は子孫を少なくした結果により血を濃く残せた為、今でも古代の力が残っている。

#### 東軍
犬塚家
現・東軍の長。主に瞳術を扱う『伐折羅不動心眼流古武術』を受け継ぐ一族。眼から様々な怪光線（？）を発する眼力・瞳術で敵と戦う。犬塚家以外の者には決して真似できない、最も神秘的とされる武術。師範クラスにもなれば複数の敵を一度に仕留める事が出来る。その反面、強いショックなどで目をふさがれると脆い。秘伝の奥義書は非常にアバウトかつご無体な内容で、「両目のチャクラを開く」「印を組み『天上天下唯我独尊』と唱える」「技が発動する」という3つの事柄しか書かれておらず、おおよそ「読めば何とかなる」という代物ではなかった。奥義書にはさらに初心者向けの項目があり、その内容もSTEP1だけで「鳥を見ていたらいつの間にか撃ち落していた人は次のページへ」と言う、常人には無茶かつ無理な内容だった。この事から、古代の力がいかに強力で常識とかけ離れているかが分かる。
中慈馬家
主に特殊な胴着を纏い威力を高めた脚技を得意とする『珊底羅神護流古武術』を受け継ぐ一族。正体を隠して東軍の長に従い、陰ながら守護する家系（現在は犬塚家）。奥義は脚技中心。掟により主に恋愛感情を抱くのは御法度。現在は表向きに「中島」と名乗っている。特殊繊維で編まれた胴着によって身体能力をUPさせる流派で、一族の人間は馬の毛で作られた胴着・「天馬羽衣」を身に付けており、それらは着用時に身体的負担がかかる為、修行した者でなければ着る事はできない。本家の技を受け継ぐ者のみが許される「神護如衣天馬羽衣」と呼ばれる可変式胴着は、作中最強クラスの力を持つ。通説として一族の女性は強く逞しい男性を好み、男が自らの強さを示し女に認めてもらう、「求婚の儀」なるものが存在する。
猿藤家
現代では政治家を務めている一族で、代々十二神将においての頭脳的存在。第7次十二神将戦争を勃発させるべく暗躍している。
猪野上家
主に東洋医学に基づいた医術を得意とする『宮毘羅経達猛進流古武術』を受け継ぐ一族。本来は医術により東軍を支援する一族で、戦前に立つことは少ない様子。東方医学の「経」の知識・「鍼灸治療法」に通ずる古来の秘術「経術」を使い、人間の五臓六腑を巡る「気」の流れを突拳によって操る一族。本来は医療に用いられるが、急所を突く事により人体を致命的に破壊する事もでき、たとえ死を免れても一撃を喰らった箇所は再起不能になる事もある。現時点では古代武術はすっかり失われ、わずかに指圧治療術を残すのみとなっている。修行具に「武術家養成剣山ギプス」という、気の流れを活性化させる36か所の経穴を鍼により突きっ放しの状態に保つ事で、武術家が“気を引き出しためる”動作を自動で行う手助けとなるものがあり、進太郎は幼少期これを着て修行を行っていた。
未ノ輪家
詳細は不明だが『頞儞羅如意輪支天流古武術』を受け継ぐ一族。警察関係が多い。西軍の丑込家とは仲が悪い様子。
真鳥羽家
詳細不明。

#### 西軍
九頭竜家
現・西軍の長。主に気を纏い戦うことを得意とする『波夷羅一伝無双流古武術』を受け継ぐ一族。生命エネルギー=「気」を纏い、戦闘に利用する流派（闘気の物質化）。奥義は一子相伝である為特定の地に留まらず、各地を転々としながら深い山中で秘密裏に修行をする。一族の人間は体内に「竜闘気」と呼ばれる強力な闘気を秘めており、これを凝縮・放出・変形させ操る事でオーラを竜の形に変えて攻撃したり、闘気を纏って防御を高めるなど様々な奥義を発動できる。防御時の堅さは驚くべきもので、ホッキョクグマの爪でも傷一つ負わなかった鋼の如き強度を持つ。何故か技名に英語が混じっているものがある。
虎金井家
主に自身の身体能力の上昇を得意とする『真達羅烈鉄流古武術』を受け継ぐ一族。西軍の中ではNo.2の勢力。実力主義のため、分家から養子をとり後継者とする場合もある。一族は全員武術家。主に自らの身体能力を磨き、鋭利な爪、圧倒的に優れた身体能力を生まれながらに有する戦闘種族で、脚技等の攻撃も得意としている。一族の人間はその優れた身体能力を生かし、武術のみにとどまらずスポーツの世界へも華やかに活動領域を広げているのが特徴。その為、人目を避けただひたすら山中で武術を磨くという九頭竜の古い気風には、以前から反発心を示していた。また、好戦的な気質故に東西和睦に真っ先に反対し刺客を放つなど、危険視される一族でもある。家ごとに体を鍛えるスポーツが決まっており、本家はサッカー、分家には卓球やビリヤードとなっている。本家の者は強力な武術の才と共に虎=猫の習性をも濃く受け継いでしまい、水入りペットボトルや猫じゃらしといった弱点を持っている（克服は可能）。
巳屋本家
主に暗器を得意とする『因達羅蛇影幻魔流古武術』を受け継ぐ一族。過去には最恐と恐れられた極道だが、虎金井天々によって壊滅状態にあった。その後、努力の甲斐あり再興しつつある。忍装束や暗器と言った物を所持している事から、暗殺を主に行っていた流派と考えられる。暗器を使った技が多く、毒も使う模様。中でも秘伝の暗殺殺法用である「蛇影暗器」という特殊な武器が存在し、形状は多種多様。また一族の人間は様々な種類の蛇を飼い慣らしており、暗殺などに利用している。いろはは隠れ里で海ヘビを飼い慣らしていた。
丑込家
『招杜羅鉤女鉤召流武術』を受け継ぐ一族。水商売風の女性が多い。東軍の未ノ輪家とは仲が悪い様子。
鼠子田家
猿藤一族に完膚なきまでに叩き潰され、服従を余儀なくされる。
卯能家
詳細不明。

#### その他
鹿御家
十二神将から除外された麒麟の一族。平和を何より愛する、非力で弱い臆病な一族だが、武術家の能力を封殺する「百鬼封檻」という最弱にして最強の能力を有していた。そしてその力故に他の一族から恐れられ疎まれ、十二神将の人間が鹿御一族の人間と接するのは禁忌とされた。力を発動させるには、他者に対する強い慈悲の念が不可欠。百鬼封檻の力を使うと寿命が縮む為、一族の人間は代々短命。

### アニメオリジナル
亀田家
武術の才能が無い、落ちこぼれの流派。しかし防御には秀でているらしく、相手の攻撃に耐え抜く事ができ、相手の隙を見て人体急所を打ち止めを刺すのが唯一の戦術。遥か昔、犬塚家の守護者争いで中慈馬家に敗れたという過去を持つ。一族の人間が住む島がある。
卯月家
卯月アリスがいる、犬塚孝士の命を狙う卯の一族。
酉木家
酉の一族。武器商人であり、「沖ノ酉島」へ豪邸を構える。古武術を嫌い、代わりに戦車を初めとする兵器を所有し、屋敷にも余す所なく兵器を搭載し罠を仕掛けているという徹底ぶり（ミサイルや「戦闘衛星 YUKI」などの最新式の兵器もある）。屋敷に仕えているメイドは「武装メイド集団」という、肉弾戦をこなせるのも存在する。

### ゲームオリジナル
猫宮家
30年前に衰退し失われた幻の流派。孝士暗殺を目論む。

## 書誌情報

### 単行本
- 大高忍 『すもももももも〜地上最強のヨメ〜』 スクウェア・エニックス〈ヤングガンガンコミックス〉、全12巻
  1. 2005年5月25日発行、ISBN 4-7575-1444-1
  2. 2005年8月25日発行、ISBN 4-7575-1509-X
  3. 2005年10月25日発行、ISBN 4-7575-1554-5
  4. 2006年4月25日発行、ISBN 4-7575-1673-8
  5. 2006年9月25日発行、ISBN 4-7575-1779-3
  6. 2006年12月25日発行、ISBN 4-7575-1834-X
  7. 2007年3月26日発行、ISBN 978-4-7575-1940-4
  8. 2007年8月25日発行、ISBN 978-4-7575-2085-1
  9. 2007年12月25日発行、ISBN 978-4-7575-2183-4
  10. 2008年6月25日発行、ISBN 978-4-7575-2314-2
  11. 2008年9月25日発行、ISBN 978-4-7575-2384-5
  12. 2009年2月25日発行、ISBN 978-4-7575-2496-5

### 関連書籍
- 『すもももももも 〜地上最強のヨメ〜 GUIDE BOOK』 2006年9月25日発売[3]、ISBN 4-7575-1771-8

## テレビアニメ
2006年10月より2007年3月まで、テレビ朝日系で放送された。

### スタッフ
- 監督 - 中西伸彰
- シリーズ構成 - 井上敏樹
- キャラクターデザイン - アミサキリョウコ
- 総作画監督 - アミサキリョウコ、加納綾
- 美術監督 - 松平聡
- 色彩設定 - 山口喜加
- 撮影監督 - 芹沢直樹
- 編集 - 坂本雅紀
- 音楽 - 4-EVER
- 音響監督 - 高橋剛
- プロデューサー - 轟豊太、櫻井優香、萩原大輔、山崎成人、里見哲朗、太田賢司
- アニメーション制作 - スタジオ雲雀
- 制作 - テレビ朝日
- 製作 - すもも製作委員会（バンダイビジュアル、ランティス、ムービック、スタジオ雲雀）

### 主題歌
オープニングテーマ
「最強○×計画」（第1話 - 第12話）
作詞 - 金杉肇、柏森進 / 作曲・編曲 - 柏森進 / 歌 - MOSAIC.WAV
「切情! 佰火繚乱」（第13話 - 第24話）
作詞 - み〜こ、柏森進 / 作曲・編曲 - 柏森進 / 歌 - MOSAIC.WAV

エンディングテーマ
「NO ROCK NO LIFE」（第1話 - 第12話）
作詞 - 金杉肇 / 作曲・編曲 - 関堂圭吾 / 歌 - Honey Bee
「妄想ブレイク」（第13話・第14話・第16話 - 第24話）
作詞・作曲 - 金杉肇 / 編曲 - 酒井陽一 / 歌 - 織姫よぞら with AiAi
「GOOD LUCK」（第15話）
作詞 - yawn / 作曲・編曲 - 黒須克彦 / 歌 - み〜こ

### 各話リスト
| 話数 | サブタイトル                 | 脚本     | 絵コンテ   | 演出            | 作画監督                          | 放送日         |
| ---- | ---------------------------- | -------- | ---------- | --------------- | --------------------------------- | -------------- |
| 1    | 地上最強の許婚               | 井上敏樹 | 中西伸彰   | 中西伸彰        | 加納綾 アミサキリョウコ           | 2006年 10月5日 |
| 2    | 天然爆熱少女                 | 石橋大助 | 所俊克     | 所俊克          | 重国勇二                          | 10月12日       |
| 3    | 動物園でつかまえて           | 岡村直宏 | 上原秀明   | 松浦錠平 矢吹勉 | 小沼克介 加納綾                   | 10月19日       |
| 4    | 仁義なき暗殺計画             | 岡村直宏 | 松浦錠平   | 松浦錠平        | 岩佐とも子                        | 10月26日       |
| 5    | 激突!もも子対いろは          | 戸塚直樹 | 柳瀬雄之   | 剛田隼人        | 宇都木勇                          | 11月2日        |
| 6    | 虎の刺客、現る!              | 石橋大助 | 奈須川充   | 奈須川充        | 奈須川充                          | 11月9日        |
| 7    | 見えない絆                   | 戸塚直樹 | 藤本義孝   | 中村圭三        | 山形孝二 尾形健一郎               | 11月16日       |
| 8    | 嵐を呼ぶ後輩                 | 石橋大助 | 猫部那智子 | 城所聖明 鶴山修 | 明珍宇作 森田岳士 新井伸浩 吉田肇 | 11月23日       |
| 9    | 悲恋のヒーロー女             | 岡村直宏 | 所俊克     | 所俊克          | 小沼克介 三浦貴弘                 | 11月30日       |
| 10   | 早苗の許嫁（フィアンセ）現る | 戸塚直樹 | 遠藤克己   | 剛田隼人        | 石井繁                            | 12月7日        |
| 11   | 天誅戦士ウマ仮面、参上       | 戸塚直樹 | 松浦錠平   | 松浦錠平        | 岩佐とも子                        | 12月14日       |
| 12   | 風邪の日、半蔵の場合         | 石橋大助 | 剛田隼人   | 剛田隼人        | 宇都木勇                          | 12月21日       |
| 13   | ライバル対決!ウマとカメ      | 岡村直宏 | 奈須川充   | 中村圭三        | 山形孝二                          | 2007年 1月11日 |
| 14   | お化け屋敷の恋騒動           | 石橋大助 | 康村諒     | 康村諒          | 柳瀬譲二                          | 1月18日        |
| 15   | 西郷の恋                     | 戸塚直樹 | ボブ白旗   | 黒田やすひろ    | 小沼克介 三浦貴弘                 | 1月25日        |
| 16   | 倦怠期の壊し方               | 戸塚直樹 | 遠藤克己   | 剛田隼人        | かわむらあきお                    | 2月1日         |
| 17   | 激闘!虎の兄弟                | 石橋大助 | 松浦錠平   | 松浦錠平        | 山形孝二                          | 2月8日         |
| 18   | ヤミ鍋で歓迎会!?             | 岡村直宏 | 剛田隼人   | 剛田隼人        | 宇都木勇                          | 2月15日        |
| 19   | 家政婦が来た!                | 岡村直宏 | 所俊克     | 所俊克          | 小沼克介 三浦貴弘                 | 2月22日        |
| 20   | 運命を共に                   | 石橋大助 | 藤本義孝   | 高山秀樹        | 柳瀬譲二                          | 3月1日         |
| 21   | それぞれの思い               | 戸塚直樹 | 松浦錠平   | 松浦錠平        | 曾我篤史 河野稔                   | 3月8日         |
| 22   | いつもの日々へ               | 岡村直宏 | 中西伸彰   | 中西伸彰        | アミサキリョウコ                  | 3月15日        |
| 23   | 温泉 独占 ラブ合戦           | 石橋大助 | 所俊克     | 所俊克          | 加納綾                            | 8月24日        |
| 24   | さらわれた孝士!              | 戸塚直樹 | 猫部那智子 | 黒田やすひろ    | アミサキリョウコ                  | 8月24日        |

### 放送局
| 放送局     | 放送期間                       | 放送日時                                                            |
| ---------- | ------------------------------ | ------------------------------------------------------------------- |
| テレビ朝日 | 2006年10月5日 - 2007年3月15日  | 木曜 26:40 - 27:10                                                  |
| ABC        | 2006年10月10日 - 2007年3月20日 | 火曜 26:51 - 27:21                                                  |
| メ〜テレ   | 2006年10月11日 - 2007年3月21日 | 水曜 27:08 - 27:38                                                  |
| AT-X       | 2006年12月29日 - 2007年5月25日 | 金曜 9:00 - 9:30 / 20:00 - 20:30 火曜 13:00 - 13:30 / 23:00 - 23:30 |

- このほか、インターネット動画配信サイト・BIGLOBEストリームにて2006年10月12日から2007年3月22日（日付は更新日）まで無料配信された。

### DVD
一巻には一話、九巻（最終巻）には二話、それ他の巻には三話ずつ収録されている。封入特典としてすももな奥義書、音声特典としてオーディオコメンタリー『すももな裏話』が付属している。
1. 2006年12月22日発売 オーディオコメンタリー - 鹿野優以、高橋広樹
2. 2007年1月26日発売 オーディオコメンタリー - 鹿野優以、宮崎羽衣、鈴木千尋
3. 2007年2月23日発売 オーディオコメンタリー - 鹿野優以、高橋広樹、宮崎羽衣
4. 2007年3月23日発売 オーディオコメンタリー - 鹿野優以、高橋広樹、平野綾
5. 2007年4月25日発売 オーディオコメンタリー - 鹿野優以、高橋広樹、平野綾
6. 2007年5月25日発売 オーディオコメンタリー - 鹿野優以、平野綾、宮崎羽衣
7. 2007年6月25日発売 オーディオコメンタリー - 鹿野優以、平野綾、宮崎羽衣
8. 2007年7月27日発売 オーディオコメンタリー - 鹿野優以、平野綾、宮崎羽衣
9. 2007年8月24日発売 オーディオコメンタリー - 鹿野優以、平野綾、宮崎羽衣、高橋広樹

### キャラクターソングCD
Sumomomo,momomo CHARACTER SONG CD
2006年12月21日発売
1. 実力あいあい♡（歌 - 鹿野優以）
2. 乙女ちっくに斬りたいの（歌 - 宮崎羽衣）
3. フツウの恋 〜走れ!イインチョー!〜（歌 - 平野綾）
4. 実力あいあい♡ instrumental
5. 乙女ちっくに斬りたいの instrumental
6. フツウの恋 〜走れ!イインチョー!〜 instrumental

Sumomomo,momomo CHARACTER SONG CD 2
2007年3月21日発売
1. ミツドモエモーション（歌 - 鹿野優以、宮崎羽衣、平野綾）
2. 煩悩乱れ桜也（歌 - 宮崎羽衣、鈴木千尋）
3. Good Luck（歌 - み〜こ）
4. ミツドモエモーション(instrumental)
5. 煩悩乱れ桜也（カラオケ）
6. Good Luck(instrumental)

Sumomomo,momomo CHARACTER SONG CD 3
2007年6月27日発売
1. 最強○×計画（歌 - 鹿野優以、宮崎羽衣、平野綾）
2. 鱈のムニエルとわたし（歌 - 鹿野優以）
3. Flying Horse〜ウマ仮面 愛のテーマ〜（歌 - 平野綾）
4. Big Smile Days◎（歌 - 鹿野優以、高橋広樹、宮崎羽衣、平野綾）

### ラジオ
すももらじお
ランティスウェブラジオ他で配信されたインターネットラジオ番組。パーソナリティは、九頭竜もも子役の鹿野優以、中慈馬早苗役の平野綾、巳屋本いろは役の宮崎羽衣。

### ゲーム
PlayStation 2用ソフト『すもももももも〜地上最強のヨメ〜 継承しましょ!? 恋の花ムコ争奪戦!!』（すもももももも ちじょうさいきょうのヨメ けいしょうしましょ こいのはなムコそうだつせん）が2007年6月21日に発売された。発売元はマーベラスインタラクティブ。